# Tindeln
Die Wüstung Tindeln liegt in der Nähe des Ortes Haaren im Kreis Paderborn.

## Geschichte
Die Siedlung wurde erstmals im 9. Jahrhundert urkundlich erwähnt. Ab dem 15. Jahrhundert fiel der Ort wüst. Die Augustiner-Chorherren des Klosters Böddeken erbauten  dort einen von ihnen bewirtschafteten Gutshof (Grangie). Gegen Ende des 16. Jahrhunderts wurden die Meierhöfe vergeben.